# Membracoidea

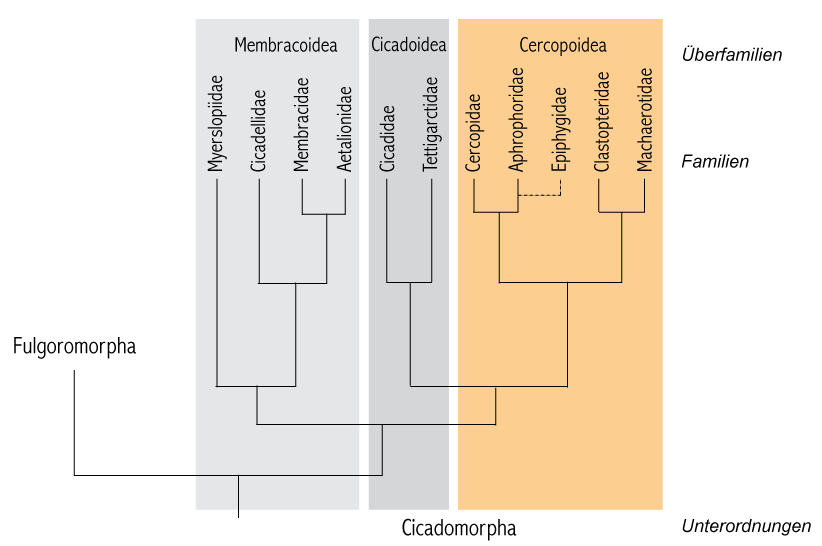
Филогения надсемейства Membracoidea внутри Cicadomorpha (по Cryan, 2005)

Membracoidea (лат.) — надсемейство цикадовых равнокрылых насекомых. Около 25 000 видов.

## Распространение
Всесветное. Membracoidea распространены во всех зоогеографических регионах за исключением Арктики и Антарктики.

## Описание
Задние ноги прыгательные. Простых глазков 2. Задние голени без боковых зубцов или с небольшими уплощенными зубцами. Усики с крупными 1—2 члениками и тонким, вторично сегментированным бичом.

## Систематика
Более 3 000 родов и около 25 000 видов. Выделяют 4—5 семейств, иногда добавляют также Ulopidae.
- Aetalionidae Spinola, 1850 (=Biturritiidae Metcalf, 1951)
- Cicadellidae Latreille, 1825 (= †Jascopidae)
- Melizoderidae Deitz & Dietrich, 1993
- Membracidae Rafinesque, 1815 (=Nicomiidae Haupt, 1929)
- Myerslopiidae[5]
- †Archijassidae (=Karajassidae)